# Osini
Osini település Olaszországban, Szardínia régióban, Ogliastra megyében. Lakosainak száma 709 fő (2023. január 1.). Osini Cardedu, Gairo, Lanusei, Tertenia, Ussassai, Loceri, Jerzu és Ulassai községekkel határos.

## Népesség
A település lakossága az elmúlt években az alábbi módon változott:
| Lakosok száma | 790  | 776  | 709  |
|               | 2017 | 2018 | 2023 |